# Sidima idamis
Sidima idamis är en fjärilsart som beskrevs av Hans Fruhstorfer 1917. Sidima idamis ingår i släktet Sidima och familjen juvelvingar. Inga underarter finns listade i Catalogue of Life.